# فرودگاه ویکتوریا اینر هاربر
فرودگاه ویکتوریا اینر هاربر (به انگلیسی: Victoria Inner Harbour Airport) یک فرودگاه خصوصی باربری با کد یاتا YWH است که یک باند فرود آب دارد و طول باند آن n/a متر است. این فرودگاه در شهر ویکتوریا، بریتیش کلمبیا کشور کانادا قرار دارد و در ارتفاع ۰ متری از سطح دریا واقع شده است.

## شرکت‌های هواپیمایی و مقصدهای پروازی

### مسافری
| شرکت‌های هواپیمایی                    | مقصدهای پروازی                                    |
| ------------------------------------ | ------------------------------------------------- |
| Harbour Air                          | ونکوور، آبی بندرگاه ونکوور، آبی پیت میدوز         |
| کنمور ایر                            | پایگاه آب‌نشین کنمور                               |
| Saltspring Air اجرا توسط Harbour Air | آبی بندرگاه ونکوور                                |
| West Coast Air اجرا توسط Harbour Air | ونکوور، آبی بندرگاه ونکوور، ویستلر- گرین لیک واتر |